# Bibliothèque de Tapulikaupunki
La bibliothèque de Tapulikaupunki (finnois : Tapulikaupungin kirjasto) est une bibliothèque de la section Tapulikaupunki du quartier de Suutarila à Helsinki en Finlande,,.

## Présentation
Fondée en 1986, la bibliothèque de Tapulikaupunki est située près de la gare de Puistola.
Le bâtiment de la bibliothèque, conçu par le cabinet d'architectes Nevanlinna et Fleming, a été achevé la même année,.
La bibliothèque est l'un des établissements de la bibliothèque municipale d'Helsinki.

## Projets
En 2018, la ville d'Helsinki a passé en revue la totalité des installations de service à Puistola, Heikinlaakso et Tapulikaupunki, ainsi que les besoins de réparation et d'espaces supplémentaires sur une période de 10 à 15 ans.
La ville a présenté un plan de construction de jardins d'enfants et d'installations scolaires dans le Suuntimonpuisto près de la gare de Puistola.
Plus tard, dans les années 2020, Suuntimopuisto serait transformé en une installation polyvalente qui fournirait de nouvelles installations pour la bibliothèque de Puistola, la bibliothèque de Tapulikaupunki et la maison des jeunes de Tapulikaupunki,.

## Groupement Helmet de bibliothèques
La bibliothèque de Tapulikaupunki fait partie du groupement Helmet, qui est un groupement de bibliothèques municipales d'Espoo, d'Helsinki, de Kauniainen et de Vantaa ayant une liste de collections commune et des règles d'utilisation communes.